# Nina Speight
Pour les articles homonymes, voir Speight.
Nina Speight est une actrice australienne du cinéma américain née en Australie à North Fitzroy, quartier de Melbourne, le 18 janvier 1890, morte le 16 mars 1965 dans le Comté de Riverside (États-Unis).

## Filmographie

### Courts-métrages
- 1917 : Les Messagers (en) (Lonesome Luke, Messenger) de Hal Roach
- 1917 : Over the Fence de  Harold Lloyd et J. Farrell MacDonald
- 1917 : Lonesome Luke Loses Patients (en)
- 1917 : L'Enlèvement (Bliss) d'Alfred J. Goulding
- 1917 : Rainbow Island (en) de Billy Gilbert
- 1917 : Love, Laughs and Lather
- 1917 : Le Flirt de Billy Gilbert
- 1917 : Tous à bord (All Aboard) d'Alfred J. Goulding
- 1917 : We Never Sleep
- 1917 : Un enfant s.v.p. (Bashful) d'Alfred J. Goulding : (non créditée)
- 1917 : Step Lively d'Alfred J. Goulding
- 1918 : It's a Wild Life
- 1918 : Lui et la voyante
- 1918 : Lui fait du cinéma d'Alfred J. Goulding
- 1918 : Oui... mais Lui corsette mieux
- 1918 : Photographe malgré lui d'Alfred J. Goulding : (non créditée)
- 1918 : Pipe the Whiskers